# Parlamentsvalet i Storbritannien 1979
Parlamentsvalet i Storbritannien 1979 var ett val som anordnades 3 maj 1979. Det var det första valet som vanns av Margaret Thatcher.